# (586) Tecla
(586) Tecla es un asteroide perteneciente al cinturón de asteroides descubierto el 21 de febrero de 1906 por Maximilian Franz Wolf desde el observatorio de Heidelberg-Königstuhl, Alemania.
Está posiblemente nombrado por santa católica y ortodoxa Tecla de Iconio.